# Ligne de Vámosgyörk à Gyöngyös
La ligne de Vámosgyörk à Gyöngyös ou ligne 85 est une ligne de chemin de fer de Hongrie. Elle relie Vámosgyörk à Gyöngyös.